# Trionychiperna
Trionychiperna is een geslacht van hooiwagens uit de familie Trionyxellidae.
De wetenschappelijke naam Trionychiperna is voor het eerst geldig gepubliceerd door Roewer in 1929. 

## Soorten
Trionychiperna is monotypisch en omvat slechts de volgende soort:
- Trionychiperna carli